# 索尼筆記型電腦鋰電池全球召回事件
索尼筆記型電腦鋰電池全球召回事件，是指2005年底至2006年間，由於索尼（SONY）所生產的筆記型電腦專用鋰電池發生安全事故，導致多家使用該公司相關型號鋰電池的筆記型電腦大廠紛紛宣佈召回鋰電池。

## 概述
2005年底，全球第一大電腦公司-戴爾（DELL）的筆記型電腦產品連續傳出爆炸意外，並引起美國消費者產品安全委員會與日本經濟產業省官方的調查。
2006年8月15日，戴爾公司與美國消費者產品安全委員會進行電子產業史上最大規模的全球性電池召回通知，召回範圍包含約410萬顆由索尼公司（Sony）製造的戴爾筆記型電腦鋰電池。在此之後，蘋果電腦（Apple）、東芝（TOSHIBA）的Dynabook、聯想（Lenovo）的IBM-ThinkPad、富士通（Fujitsu）、日立（HITACHI）、夏普（SHARP）、捷威（Gateway）陸續宣佈召回筆記型電腦鋰電池。9月29日，索尼決定在全球大規模啟用「鋰電池自主更換計畫」回收在全球生產的筆記型電腦用鋰電池，並提供免費更換新品的服務。
索尼表示召回的原因，是在極度罕見的情況下，相關的電池芯中有微小的金屬屑會接觸到電池芯的其它部位，從而產生短路。一般情況下，在這種情況發生時，電池組會斷電。然而在某些極為罕見的條件下，這種內部短路會引發電池芯過熱和可能的起火。這種情況發生的機率會因為不同電腦製造商使用的電腦系統配置不同而產生差異。
2006年10月2日，惠普（HP）已與SONY聯合發出聲明，確定HP筆記型電腦使用SONY電池沒有過熱問題，不需要召回。
2006年10月17日，索尼（Sony）正式發布旗下電腦品牌VAIO配合「鋰電池自主更換計畫」召回鋰電池。
2006年10月19日，日本索尼公佈「2006會計年度第2季財報修正」，由於受到「鋰電池自主更換計畫」衝擊影響，新力財務長大根田伸行表示，全球可能總共需要召回960萬顆Sony製筆記型電腦電池，將給公司帶來大約510億日元的損失，遠高于此前預計的200億至300億日元。
2006年10月24日，索尼公司在東京表示，電池中不該有的金屬微粒導致電池短路和過熱，在350萬塊電池中只能證實一塊電池確實存在過熱問題。而索尼公司免費更換電池是為了減輕用戶的憂慮。索尼公司強調，公司在生產、設計和檢驗環節採取了改進措施，以避免再發生類似質量問題。新力公司副社長中川裕表示：「索尼公司董事長兼執行長霍華德·斯金格、社長中鉢良治將繼續留在領導崗位上，並把完成召回和更換計劃放在優先地位。」「電池業務是我們非常重要的業務。我們不想退出這一產業，或者縮減其規模。」「我們借此機會對由此引起的擔憂表示歉意。」

## 事件發展與反應

### 索尼（Sony）

#### 事件發展
2006年9月29日，索尼公司決定在全球市場啟動「鋰電池自主更換計畫」，大規模回收各品牌在全球生產的筆記型電腦用鋰電池，並提供免費更換新品的服務。
2006年10月17日，索尼（Sony）正式發布旗下電腦品牌VAIO配合「鋰電池自主更換計畫」電池召回。

#### 召回機型
使用VGP-BPS2B、VGP-BPS3A 兩種型號的部份VAIO電腦電池

### 戴爾（DELL）

#### 事件發展
2005年底，全球第一大電腦公司-戴爾（DELL）連續傳出筆記型電腦爆炸意外，經調查後於2006年8月15日，戴爾公司與美國消費者產品安全委員會等進行「電子產業中史上最大規模的全球性電池召回通知」，召回範圍包含約410萬顆由新力公司（Sony）製造的戴爾鋰離子電池。日本經濟產業省責令索尼和戴爾兩家公司對索尼電池風波進行調查。

#### 召回機型
- Latitude - D410、D500、D505、D510、D520、D600、D610、D620、D800、D810；
- Inspiron - 6000、8500、8600、9100、9200、9300、500m、510m、600m、6400、E1505、700、710m、9400、E1705；
- Precision - M20、M60、M70和M90行動工作站，
- XPS - Gen2、M170、M1710筆記型電腦。[6]

### 蘋果電腦（Apple）

#### 事件發展
2006年8月24日，美国苹果电脑公司宣布跟進召回180万块由索尼公司生产的笔记本电脑用锂电池，索尼公司於8月25日發布關於支持蘋果公司召回蘋果筆記本電腦鋰離子電池的聲明，索尼預計不會再發生因使用這些特定的電池芯而引致的電池組的召回。

#### 召回機型
- 12吋 - iBook G4 - A1061
- 12吋 - PowerBook G4 - A1079
- 15吋 - PowerBook G4 - A1078、A1148[8][9][10]

### 東芝（TOSHIBA）

#### 事件發展
9月19日，日本东芝公司宣布緊急召回34萬顆3月至5月生产的Dynabook型和Satellite型筆記型電腦電池，Toshiba台灣總代理新禾科技也主動替消費者更換問題電池。
東芝公司公布這批有問題的電池是今年三月至五月期間出貨，由Sony製造，而電池問題與之前的召回SONY問題電池情況不一樣，主要是這批電池會出現無法充電、或是充電不足現象，並不會造成過熱或爆炸問題，強調這批電池的問題和過熱或其他任何安全相關的問題無關。

#### 召回機型
- Qosmio - F30/6、G30/5
- dynabook - R10
- Satellite - T11、T12、M50
- dynabook - SS L10、L11、LX/1、LX/2、M10、M11、M35、MX/1、MX/2、MX/3
- PORTEGE - M300、M400、S100
- TECRA - M3、M4、M5[11]

9月29日在發布以下回收機型
- dynabook SS MXW、TX2、TX3、TX4
- PORTEGE M500
- Satellite A50、TECRA M7、S3、T10、T20[11]

### 聯想（Lenovo）與國際商業機器（IBM）

#### 事件發展
聯想電腦ThinkPad T43在本月16日在美國洛杉磯機場起火，引發聯想用戶恐慌，聯想已將這部出問題的電腦送回日本分析檢查。
9月28日，美國消費者產品安全委員會（CPSC）表示，由於SONY公司製造的鋰電池可能引起火災，聯想公司（Lenovo Inc.）召回全世界IBM筆記型電腦ThinkPad使用的52萬6000個電池。其中約有16萬8500個電池在美國銷售，其他在世界各地售出。

#### 召回機型
- ThinkPad R 系列（R51e、R52、R60 和 R60e）
- ThinkPad T 系列（T43、T43p 和 T60）
- ThinkPad X 系列（X60 和 X60s）[12][13]

### 富士通（Fujitsu）

#### 事件發展
2006年9月29日，富士通表示將配合新力公司發布召回Sony製電池，因Sony稱在少數情況下，會有過熱起火之虞，但富士通並未說明受影響的電池數量。
2006年10月27日，日本富士通公司公佈了一起筆記本電腦起火燒傷使用者的事故，事故發生於24日晚，正在充電的電池異常發熱，從電腦中發出火花，電腦被燒焦，使用者的手也被輕度燒傷，這是日本國內發生的首例索尼筆記本電池起火事件。 

#### 召回機型
＜日本販售機型＞
- FMV-BIBLO LOOX P70R, P70S
- FMV-BIBLO LOOX T50M, T50R, T50RN, T50S, T50SN
- FMV-BIBLO LOOX T70M, T70M/T, T70MN, T70R, T70R/T, T70RN, T70S, T70S/V, T70SN
- FMV-LIFEBOOK P8210 [14][15]

＜全球販售機型＞
- LIFEBOOK P1510, P1510D, P7120, P7120D
- LIFEBOOK S7020, S7020D, S7025, S7025D
- LIFEBOOK C1320, C1320D [14][15]

### 日立（HITACHI）

#### 事件發展
2006年10月6日，日立公司宣布將配合新力公司收回一萬六千台桌上型電腦，檢修新力公司生產、可能發生危險的鋰電池，日立公司表示：「我們將加入新力公司的自願更換計劃，不過我們並未接到任何有關我們的桌上型電腦配備這種電池的受損報告。」

#### 召回機型
- FLORA 210W（NL6、LL1）
- FLORA Se210（SL6、SL7）
- Prius系列[16]

### 惠普（HP）

#### 事件發展
2006年10月4日，HP與SONY聯合聲明中指出，由於HP筆記型電腦內部設計問題，使得電池不會有過熱現象，另外HP筆記型電腦使用的是2.4Ah、2.6Ah電池，也沒有安全疑慮，所以HP確定不加入SONY全球電池更換計畫。

### 夏普（SHARP）

#### 事件發展
10月13日，日本夏普公司表示，為保證顧客安全，決定宣布將配合新力公司在日本回收7個不同型號的新力電池，約共2.8萬個。發言人說，他們雖然未有接獲意外報告，但有發現指該電池有機會出現短路，令電腦過熱甚至起火。

#### 召回機型
- Mebius PC-MR40J/PC-MR50H/PC-MR60HS/PC-MR80H/PC-MR80HU
- Mebius PC-MR80J/PC-MR8BH7 [18]

### 捷威（Gatway）

#### 事件發展
10月24日，美國捷威表示，為保證顧客安全，決定宣布將配合新力公司在日本回收7個不同型號的新力電池，約共2.8萬個。發言人說，他們雖然未有接獲意外報告，但有發現指該電池有機會出現短路，令電腦過熱甚至起火。

#### 召回機型
- CX200, CX210, E100M, M250, M255, M280, M285, M465, M685, MP8708, NX260, NX510, NX560, NX860, NX100, MX1025, MX6918b and MX1020j[19][20]

## 發布召回的品牌與日期、數量
新力（Sony）－2006年9月29日－將回收各品牌使用Sony出問題的鋰電池，各品牌將配合新力「鋰電池自主更換計畫」發布回收更換通知
- 戴爾電腦（DELL）－2006年8月15日－420萬
- 蘋果電腦（Apple）－2006年8月24日－180萬
- 東芝（TOSHIBA）－2006年9月19日－83萬
- 聯想（Lenovo）及國際商業機器（IBM）的ThinkPad－2006年9月28日－52.6萬
- 富士通（Fujitsu）－2006年9月30日－28.7萬
- 日立（HITACHI）－2006年10月6日－1.6萬
- 夏普（SHARP）－2006年10月13日－5.1萬
- 新力（Sony）的VAIO－2006年10月17日－9萬
- 捷威（Gatway）－2006年
- 愛普生（EPSON）－2006年11月13日

## 事件沿革
- 2006年6月 - DELL筆記型電腦第一次爆炸意外
- 2006年7月 - DELL筆記型電腦第二次在日本發生爆炸
- 2006年7月 - DELL筆記型電腦「Latitude D410」第三次在新加坡發生爆炸
- 2006年8月15日－戴爾公司與美國消費者產品安全委員會等進行「電子產業中史上最大規模的全球性電池召回通知」，召回範圍包含約410萬顆由新力公司（Sony）製造的戴爾鋰離子電池
- 2006年8月24日－日本經濟產業省責令索尼和戴爾兩家公司對索尼電池風波進行調查
- 2006年8月24日－美國蘋果電腦公司宣佈跟進召回180萬塊由索尼公司生產的筆記本電腦用鋰電池。
- 2006年8月25日－新力發布關於支持蘋果公司召回蘋果筆記本電腦鋰離子電池的聲明
- 2006年8月29日－日本政府表示在今年4月，發生一起蘋果筆記型電腦使用之Sony電池過熱起火的意外，也證實，戴爾筆記型電腦之Sony製電池在當地也有兩起著火意外，所幸無人受傷。
- 2006年9月1日－因電池回收事件影響，Sony指派木暮诚（Kogure）掌管品管重任
- 2006年9月15日－戴爾公司董事長-麥克戴爾表示Sony在生產過程中污染了電池。
- 2006年9月16日－聯想ThinkPad-T43在在美國洛杉磯機場起火，引發聯想用戶恐慌，聯想已將這部出問題的電腦送回日本分析檢查。
- 2006年9月19日－日本东芝公司宣布緊急召回34萬顆3月至5月生产的Dynabook型和Satellite型筆記型電腦電池，
- 2006年9月20日－DELL筆記型電腦第四次在美國雅虎（Yahoo!）總部發生爆炸，
- 2006年9月21日－大韓航空已禁止戴爾（Dell）公司所有型號產品及蘋果（Apple）公司的iBook和PowerBook上機
- 2006年9月23日－新力公司正在對據報使用Sony電池的聯想筆記型電腦著火事件進行調查。
- 2006年9月28日－聯想公司（Lenovo）與國際商業機器（IBM）共同宣佈召回全世界IBM-ThinkPad筆記型電腦的52萬6000個電池。
- 2006年9月29日－新力公司決定啟動「鋰電池自主更換計畫」服務。
- 2006年9月29日－東芝表示將配合新力公司再次回收83萬塊筆記本電池
- 2006年9月29日－富士通表示配合新力公司「鋰電池自主更換計畫」，發布召回Sony製電池
- 2006年9月29日－戴爾公司配合新力公司「鋰電池自主更換計畫」，更新Sony電池回收資訊
- 2006年10月2日－惠普（HP）已與SONY聯合發出聲明，確定HP筆記型電腦使用SONY電池沒有過熱問題，不需要召回。
- 2006年10月6日－日立宣佈配合配合新力公司「鋰電池自主更換計畫」，回收索尼產筆記本電腦電池
- 2006年10月13日－夏普公司宣布配合新力公司「鋰電池自主更換計畫」，召回其出售的Mebius PC-MR系列笔记本电脑中索尼产电池。
- 2006年10月17日－新力（Sony）正式發布旗下電腦品牌VAIO電池配合「鋰電池自主更換計畫」。
- 2006年10月19日－新力在「2006會計年度第1季財報」發表會表示，全球可能總共需要召回960萬顆Sony製筆記型電腦電池，將給公司帶來大約510億日元的損失。
- 2006年10月24日－捷威表示配合新力公司「鋰電池自主更換計畫」，發布召回Sony製電池
- 2006年10月24日－新力在東京招開記者會，管理高層為此次電池召回事件做出回應並道歉
- 2006年10月27日－日本富士通公司公佈了日本國內發生的首例索尼筆記本電池起火事件。
- 2006年11月13日－日本愛普生宣佈配合配合新力公司「鋰電池自主更換計畫」，召回其出售的Endeavor系列笔记本电脑中索尼产电池。

## 類似問題產品
2016年由韓商三星電子所生產的三星Galaxy Note 7因為爆炸而召回，是世界上最大的電子產品召回事故。

## 外部連結
- 日本PC Watch網站Sony電池回收相關報導 （页面存档备份，存于）
- 美國消費者產品安全委員會 Sony電池召回連結

1. ↑  .   [2006-10-07]. （原始内容存档于2019-06-02）.
2. ↑  .   [2006-10-07]. （原始内容存档于2019-06-11）.
3. ↑  .   [2006-10-18]. （原始内容存档于2014-01-23）.
4. ↑  
香港 VAIO電池自主更換通知（繁體中文）
5. ↑    -     - （中國）VAIO電池自主更換通知（簡體中文） （页面存档备份，存于）
6. 1 2  戴爾官方新聞稿繁體中文8月24日
7. ↑  .   [2006年9月30日]. （原始内容存档于2018年11月16日）.
8. ↑  蘋果電腦電池回收網站（英文）
9. ↑  .   [2006-10-18]. （原始内容存档于2019-06-13）.
10. ↑  .   [2006-10-18]. （原始内容存档于2019-06-25）.
11. 1 2  .   [2006-10-04]. （原始内容存档于2020-10-29）.
12. ↑  .   [2006-10-04]. （原始内容存档于2011-07-13）.
13. ↑  .   [2006-10-04]. （原始内容存档于2009-02-18）.
14. 1 2 3  .   [2006-10-04]. （原始内容存档于2019-06-10）.
15. 1 2 3  .   [2006-10-04]. （原始内容存档于2012-03-06）.
16. 1 2  .   [2006-10-07]. （原始内容存档于2008-04-15）.
17. ↑  .   [2006-10-07]. （原始内容存档于2007-05-15）.
18. 1 2  .   [2006-10-16]. （原始内容存档于2013-05-22）.
19. 1 2  捷威電池回收網站（英文）
20. 1 2  
捷威電池回收新聞稿（英文）